# Bergekalksten
Bergekalksten är en silurisk bergartsformation som finns företrädesvis i Jämtland. Bergekalksten är en mikritisk, oftast mörkt grå kalksten som avsattes på Baltikas kontinentalsockel under den tidigaste delen av silur, Llandovery.